# 岩手県立二戸病院
岩手県立二戸病院（いわてけんりつにのへびょういん）は、岩手県二戸市に所在する都道府県立病院である。岩手県災害拠点病院に指定されている。岩手県立二戸高等看護学院が隣接している。 また、岩手県九戸郡九戸村大字伊保内第7-35-1に岩手県立二戸病院附属九戸地域診療センターを設置している。

## 診療科
（この節の出典）
- 内科・消化器内科
- 循環器内科
- 脳神経内科
- 血液内科
- 呼吸器内科
- 精神科
- 小児科
- 外科
- 麻酔科
- 整形外科
- 脳神経外科
- 心臓血管外科
- 呼吸器外科
- 泌尿器科
- 腎・高血圧内科
- 皮膚科
- 産婦人科
- 眼科
- 耳鼻咽喉科
- 放射線科
- 地域医療科

## 医療機関の指定・認定
（下表の出典）
| 保険医療機関                             | 労災保険指定病院                               |
| 更生医療指定医療機関                     | 育成医療指定医療機関                           |
| 精神通院医療指定医療機関                 | 身体障害者福祉法指定医の配置されている医療機関 |
| 生活保護法指定医療機関                   | 結核指定医療機関                               |
| 指定養育医療機関                         | 戦傷病者特別援護法指定医療機関                 |
| 原子爆弾被害者医療指定医療機関           | 公害医療機関                                   |
| 母体保護法指定医の配置されている医療機関 | 災害拠点病院（地域）                           |
| 臨床研修指定病院（基幹型）               | がん診療連携拠点病院                           |
| 特定疾患治療研究事業委託医療機関         | DPC対象病院                                    |
| 指定小児慢性特定疾病医療機関             | 地域周産期母子医療センター                     |
| 難病法に基づく指定医療機関               |                                                |

- 救急告示病院（二次救急）[4]
- 第二種感染症指定医療機関[5]
- 公益財団法人日本医療機能評価機構認定病院[6]
- このほか、各種法令による指定・認定病院であるとともに、各学会の認定施設でもある。

## 交通アクセス
- JR東北新幹線・IGRいわて銀河鉄道いわて銀河鉄道線「二戸駅」よりJRバス東北で約15分、「二戸病院」停留所下車[7]。